# 岳岱

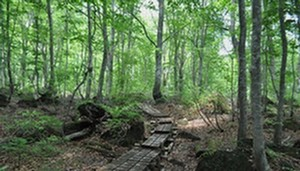
岳岱自然観察教育林 春のブナ林

岳岱（だけだい）は、秋田県藤里町にあるブナを主とする約12haのブナ原生林である。樹齢400年とも言われる巨大なブナをシンボルとしたブナの巨木の森。正式名称は「岳岱自然観察教育林」で、白神山地の世界遺産地域に隣接している。世界自然遺産に登録された核心地域（立ち入り禁止地域）の様相を体験できる森のひとつとされている。遊歩道やトイレなども整備されている。広い駐車場もあり整備が進んでいるが、入山者が増えてきたことから、ブナの傷みが指摘されている。

## 概要
岳岱は標高620メートルで、藤里駒ヶ岳東側の台地状の緩い傾斜地に位置している。ブナを主とする冷温帯落葉広葉樹林の極林に近い林相を呈している。ここは、昭和48年度レクレーションの森「岳岱風景林」に指定された後、平成4年4月現在の名前「岳岱自然観察教育林」に変更された。林内には1.8kmの遊歩道が整備されており、ブナの巨木やイタヤカエデ、ヤチダモ、ホオノキ、サワグルミの大木を間近で観ることができる。他の白神山地の山々に比べ笹竹が少なく、苔むした巨岩を抱えたブナ林は、林というよりまるで庭園のようにも見える。

## 所在地
- 北緯40度25分20.8秒 東経140度16分8.5秒 / 北緯40.422444度 東経140.269028度
- 岳岱自然観察教育林 - 地理院地図
- 岳岱自然観察教育林 - Google マップ

## 見どころ

### ブナ原生林
岳岱では、ブナの幼木から成木に至る生育過程が観察でき、なかには樹齢400年を超えるといわれる老木も見られる。時期によってはモリアオガエル池と呼ばれる小さな水たまりでクロサンショウウオを見ることもできる。
林内にある多目的展示施設では、白神山地や岳岱の自然を紹介しており、休憩所として利用することもできる。
ベンチや一部車椅子でも利用可能なウッドチップのバリアフリー遊歩道も整備されており、小さな子どもから年配の方まで、誰でもブナ原生林の散策ができるようになっている。
遊歩道の最深部には白神の恵みと言われる超軟水の湧き水がある。雨の日はブナの樹幹流が見られる。
この台地一帯には、藤里駒ヶ岳の噴火によると考えられる大きな岩が至る所に見られる。その岩は、苔や地衣類などに覆われ、その上に、長い年月を経て岩石を抱きかかえるほどに成長したブナの大木が随所に見られる。
岳岱風景林(昭和48年指定)の碑文･･･森の中に居座る大岩の碑には、次のように記されている。
「岳岱風景林 黄金の光のごとく こぼれいる ブナの木立の 新緑を拾う」

### 400年ブナ

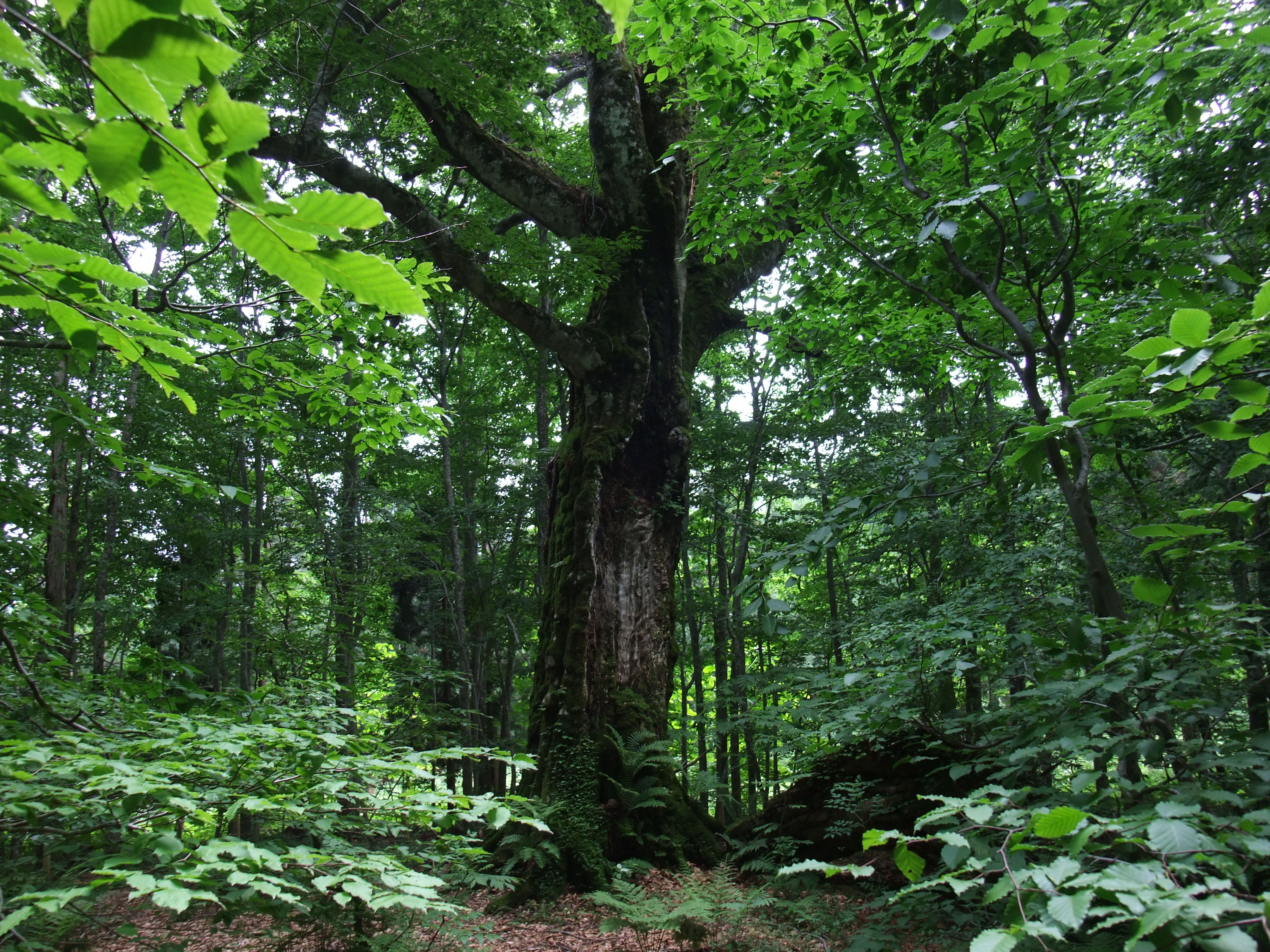
岳岱 400年ブナ

ブナの寿命は300年前後と言われているが、それを遥かに超える老木で、通称「400年ブナ」と呼ばれている。幹周り485cm、樹高26m。「白神のシンボル」として「森の巨人たち百選」に選定されている。
400年ブナは、2023年（令和4年）3月21日に白神山地世界遺産地域巡視員斎藤栄作美により、岳岱自然観察教育林内の400年ブナが倒伏したことが発見された。積雪等のため通行止めになっていた県道二ツ井西目屋線の解放を待って東北森林管理局・米代西部森林管理署・藤里町の合同による現地調査が行われた。令和3年の県道が通行止めになる11月4日には立木として確認されており、それ以降の強風、降雪により倒伏したものと思われる。根倒れではなく、根元から折れていること、根際の土が掘り上がっていることから強風、または樹冠に積もった雪の重さに耐えきれず根元から、まさに倒壊したものと推測される。倒れた400年ブナは関係機関と協議の結果、現地にそのまま保存し森のサイクルを間近に観察できる場所としし、天然更新の様子についても観察していくことした。白神山地のシンボルとして名をはせた400年ブナは倒伏してもなお白神のシンボルとして、また、森林環境教育の教材としてその存在感をしめすことが期待されている。

## 周辺見どころ

### 田苗代湿原
田苗代湿原は、岳岱自然観察教育林から藤里駒ヶ岳(標高1,158m)の登山道入口まで約3.4km。ここから徒歩15分程度でのところにある。面積約19haで、ミズバショウやショウョウバカマ、ニッコウキスゲなど湿原に咲く高山植物を見ることができる。

### 釣瓶落峠
藤里町と西目屋村の県境の峠を釣瓶落峠と呼ぶ。

### 太良峡
藤琴川の上流部にある渓谷。渓谷沿いに遊歩道がある。大小さまざまな滝や奇岩、怪石が連続して見られる渓谷である。渓流の岩には、甌穴（おうけつ）が見られる。

### 国設くるみ台野営場
国設くるみ台野営場は、黒石沢林道沿いにあり、「くるみ台森林スポーツ林」のなかにあるキャンプ場。